# Michael Dawson (Lost)
Michael Dawson egy szereplő a Lost című tévésorozatban. Harold Perrineau Jr. alakítja.

## Életrajz
|  | Alább a cselekmény részletei következnek! |

### A repülőgép lezuhanása előtt
Michael Dawson életének legmeghatározóbb eseménye fia, Walt megszületése – dacára annak a ténynek, hogy Michael alig vehetett részt az ő felnevelésében. Rendkívül izgatott volt tőle, hogy apává és férjjé válik, míg Walt anyjának, Susan Lloyd-nak más tervei voltak. Miközben Michael a család eltartásának biztosítása érdekében lemondott azon tervéről, hogy festő lesz, és építőmunkásnak állt, Susan gondolkodás nélkül elvállalt egy külföldi sokat ígérő állásajánlatot. Elhagyta Michaelt, és Walttal együtt Amszterdamba költözött addigi lakóhelyükről, New Yorkból.
Két évvel később, Michael egy utcai telefonfülkéből felhívja Susant, aki elmondja neki, hogy hozzá készül menni főnökéhez, Brian Porterhez. Michael feldühödve közli, hogy azonnal Amszterdamba repül, és visszaszerzi a fiát. A méregtől elvakulva indul az út túloldalára; egy autó elüti, és hónapokra kórházba kényszerül, majd egy évre rehabilitációra. Susan meglátogatja a sérült Michaelt, és egy szívességet kér tőle cserébe azért, hogy mindennemű kórházi költségét ő fedezte: azt akarja, Michael mondjon le a fiáról, hogy Brian – aki immár a férje – adoptálhassa. Michael ezt elutasítja, s így hamarosan a gyermekfelügyeleti jogért vívott háborúban találja magát. Hajthatatlan Walt visszaszerzésének ügyében, de egy Susannel folytatott beszélgetés végül mégis megtántorítja törekvésében. Susan ugyanis kérdőre vonja őt, hogy a fia vagy pedig a saját érdekét helyezi előtérbe, amikor meg akarja fosztani Waltot attól, hogy normális családban, jó anyagi keretek között nőjön fel. Michael átengedi fiát exének, ám mielőtt elmennének, elbúcsúzik tőle, s egy plüss jegesmedvét ajándékoz neki.
Sok évvel később, egy Brian általi váratlan látogatás alkalmával Michael megtudja, hogy Susan hosszas betegeskedés után meghalt. Brian, a felesége halála miatti zaklatottságban, és – furcsamód – Walttól való félelmében arra kéri Michaelt, repüljön Sydney-be, és vegye magához a fiát. Michael dühös Brianre, amiért ráhárítja a felelősséget, de eleget tesz a kérésnek, és elmegy Waltért. Mielőtt vele – és kutyájával, Vincenttel – együtt vissza indulna a 815-ös járattal az Egyesült Államokba, felhívja anyját, s megkérdezi, nem tudná-e gondját viselni Waltnak; ő ugyanis már nem érzi magát alkalmasnak az apaszerepre. Michael anyja nemmel felel fiának kérésére. Michael, miután lerakja a kagylót, a fiát veszi észre háta mögött. Kissé megijed, mert nem tudja, mit hallott Walt az anyjával folytatott beszélgetéséből.

### A szigeten

#### A lezuhanástól számított 1 – 44. nap (első évad)
Fiával együtt szerencsés túlélője a repülőgép lezuhanásának. A túlélés mellett Walt szeretetéért is meg kell küzdenie. Walt elveszett kutyájának keresésére is elmegy a dzsungelbe, igaz, kudarcot vall. John Locke vezeti vissza Vincentet, amiért Michael rendkívül hálás – de csak amíg Locke és Walt egyre több időt nem töltenek egymással. Nem tartja jó társaságnak a férfit fia számára. De nem ő az egyetlen túlélő, akivel nehezen jön ki. Michael akarva-akaratlanul rendszeresen belebotlik a koreai Sun-ba, amit a férje, Jin, nem néz jó szemmel. Amikor Jin rátámad Michaelre amiatt, mert magához vett egy a tengerparton talált karórát – nem tudva, hogy Jiné – az ellenszenv megszilárdul a két férfi közt.
Michael is csatlakozik azokhoz a túlélőkhöz, akik a part helyett a barlangok menedékébe költöznek. Itt nagy hasznát veszi építőmunkásként szerzett ismereteinek, amikor Jack az egyik barlangban reked, és a köveket el kell távolítani, anélkül, hogy barlangomlás lenne. Emellett, zuhanyzórendszert is tervez az élet kellemesebbé tételére, de végül nem fejezi be tervét, mert Hurley őt is ráveszi, hogy a sok munka helyett végre egy kicsit lazítson, azáltal, hogy más túlélőkkel együtt golfozni megy.
Michael egyre nehezebben tűri el Locke-ot a fia társaságában, ráadásul egyszer rajtakapja őt, amint késdobásra tanítja Waltot. Ingerülten megtiltja fiának a további találkozgatást a férfival, mire Walt Vincenttel együtt a dzsungelbe szökik. Michael Locke segítségével talál rá fiára, akire egy jegesmedve támadott. Szerencsére, összefogással sikerül elűzniük a fenevadat. Michael ezután egy tutaj építésébe kezd, hogy Walttal együtt elhagyhassa a szigetet.
Egy reggel, Michael beleavatkozik Jin és Sun veszekedésébe, amit azonban a koreai pár egyike sem vesz jó néven. Miután szemtanúja lesz annak, ahogy a tutaj, amit oly sokáig épített, porrá ég, Michael rögtön Jint kezdi el gyanúsítani a tűzgyújtással, de mint az később kiderül, hibásan. Később, amikor Michael egy új tutaj építésébe kezd, Jin felajánlja neki segítségét, ezzel próbálva békejobbot nyújtani felé. Michael elfogadja a segítséget, és megengedi Jinnek, hogy ő is a tutaj utasa legyen majd, csakúgy mint Walt, Sawyer, és jómaga.
Már majdnem kész az új tutaj, amikor Michael hirtelen lebetegszik. Jack szerint valaki enyhe mérget kevert a vizébe, hogy maradásra kényszerítse. Michael Sawyerre gyanakodva át akarja engedni helyét Kate-nek, de miután szembesül a nő szökevény múltjával, letesz ezen szándékáról. Az indulás előtti napon, Walt bevallja apjának: ő volt az, aki felgyújtotta az előző tutajt. Michael nem érez haragot fia iránt. Másnap, Michael és a vele együtt utazók elbúcsúznak a túlélőktől, akik továbbra is a szigeten kénytelenek maradni, majd vitorlát bontanak. Aznap éjjel, a tutaj utasai egy halászhajóra bukkannak, s már azt hinnék, hogy megmenekültek, amikor a hajó egyik utasa (Tom) közli Michaellel, hogy magukkal akarják vinni Waltot. Michael Jinnel és Sawyerrel egyetemben a vízből kell hogy végignézze, ahogy a rejtélyes idegenek elrabolják a fiát, és felrobbantják a tutajt.

#### A lezuhanástól számított 44 – 67. nap (második évad)
Michael és Sawyer a tutaj épen maradt roncsaiba kapaszkodnak, és Walt, valamint a vízben eltűnt Jin után kiáltoznak. Michael Sawyert teszi felelőssé a történtekért, ám később önmagát okolja fia elveszítéséért. Miután partra sodródnak, Jin szalad oda hozzájuk, figyelmeztetni próbálva őket a veszélyre, de esélyük sem marad arra, hogy elmeneküljenek. Egy férfi leüti, majd társaival együtt egy földbe vájt gödörbe veti őket. Szerencsére hamar tisztázódik, hogy mindnyájan az Oceanic 815-ös járatának túlélői. Michael megtudja, hogy azért zárták be őket, mert azt hitték, a Többiek közül valók: a sziget őslakosai közül, akik már több társukat elrabolták, s akik Waltot is magukkal vitték. Michael, miután megtudja, merre találja ezeket a "szörnyetegeket", elindul, hogy visszaszerezze tőlük fiát. Mr. Eko-nak, az újonnan megismert túlélők egyikének sikerül utolérnie őt, és meggyőznie: semmi esélye sincs "azok" ellen. A jobb belátásra tért Michael a többi túlélővel együtt elindul a sziget túloldalára; oda, ahol a már jól ismert táboruk van. Az út során ő is kiveszi részét az összeesett Sawyer szállításában, és ő is szemtanújává válik Shannon tragédiájának.
Később, Michael a bunker számítógépének segítségével felveszi a kapcsolatot valakivel, aki Waltnak mondja magát. Miután lövészleckéket vesz Locke-tól, elindul a fia megkeresésére. Nem jut messzire, amikor belebotlik a Többiekbe; Tom Pickett és mások segítségével leüti, és szállásukra cipeli őt. Nem sokkal azután, hogy magához tér, Michaelt Bea Klugh keresi fel, és kérdéseket tesz fel neki Walt gyermekkoráról; Michael azonban nem tud kielégítő választ adni, hiszen nem ő nevelte fiát. Miután még egy ideig fogságban tartják, Bea ismét felkeresi Michaelt, s megbízza, hogy szabadítsa ki vezetőjüket (Bent), akit időközben túlélőtársai elfogtak és a bunkerbe zártak. Ezután kap három percet arra, hogy beszéljen Walttal, s ez olyan hatással van rá, hogy azt mondja, bármit megtesz a saját és fia szabadságáért. Bea egy másik feladatot is ad Michaelnek, átnyújt neki egy listát, rajta azoknak a túlélőknek a nevével, akiket Michaelnek el kell vezetnie a csapdájukba. Michael egy hajót kér cserébe mindezért.
Michael, visszatérve a táborba, Ana Luciától megtudja, hogy a kiszabadítandó férfit a bunker fegyverraktárába zárták. Azt hazudva a nőnek, hogy végezni kíván a fogollyal, megszerzi tőle a pisztolyát, majd lelövi Anát. Libby hirtelen felbukkanása megrémíti Michaelt, és őt is lelövi. Ezután szabadon ereszti a foglyot, majd belelő saját vállába, hogy fedősztorit kreálhasson magának. Hazugsággal ráveszi Jacket, Kate-et, Sawyert, és Hurleyt, hogy kövessék őt a Többiek táborába, s bár túlélőtársai útközben leleplezik Michael tervét, a csapdát nem kerülhetik el. A Többiek mindannyiukat egy mólóhoz vezetik, ahol Michael megkapja a kért hajót, – fedélzetén a fiával – és a sziget elhagyásához szükséges koordinátákat. Ben figyelmezteti, soha többé ne térjen vissza, hiszen a túlélők csak a gyilkost látnák benne. Michael Walttal együtt elhajózik, kiszolgáltatva a csapdába csalt négy túlélőt a Többieknek.

### A sziget elhagyása után
Kijutva a szigetről, Michael fiával együtt New Yorkba repül. Ám miután beszél Waltnak arról, hogy megölte Ana Luciát és Libbyt, fia nem tekint rá többé az apjaként. Ezért Michael az anyjánál hagyja Waltot. A továbbiakban értelmetlennek tartva életét, Michael öngyilkosságot kísérel meg: teljes sebességgel nekihajt autójával egy falnak. Szándéka nem valósul meg; enyhe sérülésekkel kórházba kerül, ahol Libby képében kínzó látomás gyötri. A kórházból való távozás után Michael felkeresi anyját, hogy beszélhessen Walttal, de az anyja azt mondja, addig nem engedi ezt meg neki, amíg el nem mondja, hol voltak oly hosszú időn keresztül, miközben mindkettejüket halottnak hitte. Michael nem hajlandó beszélni, így a találkozás nem valósul meg.
Michael továbbra is véget kíván vetni életének, ezért Jin karórájának zálogházba adásával szerez egy pisztolyt, majd egy elhagyatott sikátorba megy. Mielőtt még a fegyver eldördülhetne, Michael Tomot pillantja meg maga előtt. Kisebb dulakodás után Tom fény derít rá, miért akar öngyilkos lenni, majd lebeszéli tervéről, mondván, szüksége van a segítségére. Ráadásul elmondása szerint a Sziget úgysem fogja hagyni, hogy meghaljon, ameddig még "dolga van". Tom arra kéri Michaelt, keresse fel szállásán, ha úgy dönt, segít neki.
Michael, miután újabb sikertelen öngyilkossági kísérletet hajt végre, és a hírekből értesül az Oceanic 815-ös járatának az óceán fenekén való megtalálásáról, elmegy Tomhoz. Tom elmondja neki, hogy a TV-ben látott gép hamisítvány, amit Charles Widmore helyezett oda annak érdekében, hogy senki se akadhasson a Szigetre a gép és a túlélők keresése közben. Charles Widmore ugyanis magának akarja a Szigetet, és amennyiben megtalálja, mindenkit meg fog öletni, aki csak rajta él. Tom egy útlvelet ad Michaelnek új nevével (Kevin Johnson) ellátva, s arra kéri, épüljön be Widmore emberei közé – mint takarító -, akik egy teherhajóval elindulnak a Sziget feltételezett irányába. Feladata: a Sziget elérésének megakadályozása bármi áron. Michael önmaga megváltás érdekében vállalja a feladatot, hiszen így jóvá teheti korábbi szörnyű tettét, s megmentheti egykori túlélőtársai életét. Így hát felszáll a Kahana nevű hajóra.
A hajón, Benjamin Linus telefonon felveszi a kapcsolatot Michaellel, és óva inti attól, hogy küldetése érdekében mindenkivel végezzen a hajón. Ugyanis ártatlan, Widmore valós szándékáról nem tudó személyek is vannak az utasok közt. Arra utasítja Michaelt, szerezzen meg minden lehetséges információt a hajón levőkről, közölje ezeket vele, majd rongálja meg a motort és a távközlési berendezéseket. Ben örömmel tudatja Michaellel, hogy most már ő is a "jófiúk" közé tartozik.

### A lezuhanástól számított 96 – 100. nap (negyedik évad)
Michael sikeresen szabotálja a hajó célba érését, így a kapitány kénytelen lehorgonyozni a sziget közelében. Miután Sayid Desmonddal együtt helikopterrel a hajóra jut, kérdőre vonja Michaelt, mit keres itt. Megtudva, hogy Bennek kémkedik, dühösen a kapitány elé vezeti, s leleplezi. Michaelt megláncolva a kabinjába zárják. Később, Martin Keamy meg akarja őt ölni, de pisztolya nem működik.
Miközben Keamy és a katonák megszállják a szigetet, Michael Desmonddal és a mentőcsónakkal érkezett Jinnel megpróbálja hatástalanítani a bombát, amit Keamy helyezett el a hajón, hogy amennyiben a szigeten meghal, aktiválódjék, megölve ezzel az összes hajón lévőt. Michael folyékony nitrogénnel kísérli meg a bomba felrobbanásának késleltetését. Amikor Keamy halála nyomán működésbe lép a szerkezet,, Michael arra kéri Jint, távozzon, hiszen hamarosan apa lesz belőle, és Michael pontosan tudja, mit is jelent ez. Miután Jin köszönetet mondva elrohan, Michael a nitrogénpalack kimerüléséig hűti a bombát, majd hirtelen a semmiből megjelenik előtte Christian Shephard, aki azt mondja neki: „Most már mehetsz.” A bomba felrobban, és Michael a detonációtól meghal.